# Villaza
Villaza (oficialmente Santa María de Vilaza) es una parroquia española del municipio de Gondomar, perteneciente a la provincia de Pontevedra, en la comunidad autónoma de Galicia.

## Toponimia
El lugar puede aparecer referido como «Villaza», «Vilaza», «Santa María de Villaza» y «Santa María de Vilaza».

## Historia
Hacia mediados del siglo XIX, el lugar, por entonces referido como una feligresía, tenía contabilizada una población de 572 habitantes. Aparece descrito en el decimosexto y último volumen del Diccionario geográfico-estadístico-histórico de España y sus posesiones de Ultramar de Pascual Madoz con las siguientes palabras:

VILLAZA (Sta. Maria): felig. en la prov. de Pontevedra (7 leg.), part. jud. de Vigo (2), dióc. de Tuy (2 1/2), ayunt. de Gondomar (1/8): sit. en el valle de Miñor y á la der. del riach. de este nombre; clima templado y sano. Tiene unas 120 casas en los l. y cas. de Carrasquedo, Iglesia, Vendás, Villarés y Vispeira. La igl. parr. (Sta. Maria) está servida por un cura de entrada y provision real y ordinaria. Confina N. Parada; E. Chain; S. Gondomar, y O. San Pedro de Ramallosa. El terreno participa de monte y llano y es de buena calidad; le bañan 2 arroyos que bajan del N. y desaguan en el espresado riach. que cruza por el SE., y sobre el cual hay un puente de madera. prod.: trigo, maiz, centeno, cebada, patatas, legumbres, lino, vino y frutas; hay ganado vacuno, y lanar; caza de perdices y conejos, y pesca de algunas truchas. ind.: la agrícola y molinos harineros. pobl.: 120 vec., 572 alm. contr.: con su ayuntamiento.
(Madoz, 1850, p. 305)

En 2022, tenía empadronados 960 habitantes.

## Patrimonio
Hay en la parroquia una iglesia de Santa María.